# Saison 23 de New York, unité spéciale
 (septembre 2021).
Si vous disposez d'ouvrages ou d'articles de référence ou si vous connaissez des sites web de qualité traitant du thème abordé ici, merci de compléter l'article en donnant les références utiles à sa vérifiabilité et en les liant à la section « Notes et références ».
Chronologie
Saison 22 Saison 24
Cet article présente la vingt-troisième saison de New York, unité spéciale, ou La Loi et l'Ordre : Crimes sexuels au Québec, (Law and Order: Special Victims Unit) qui est une série télévisée américaine

## Distribution

### Acteurs principaux
- Mariska Hargitay (VF : Dominique Dumont) : capitaine Olivia Benson
- Kelli Giddish (VF : Anne Dolan) : inspecteur Amanda Rollins
- Ice-T (VF : Jean-Paul Pitolin) : sergent Odafin Tutuola
- Peter Scanavino (VF : Jérôme Pauwels) : substitut du procureur Dominick « Sonny » Carisi Jr.
- Jamie Gray Hyder (VF : Sarah Barzyk) : officier Katriona Azar Tamin (épisodes 1 et 2)
- Demore Barnes : chef-adjoint Christian Garland (épisodes 1, 2 et 19)
- Octavio Pisano : inspecteur Joe Velasco (depuis l'épisode 7, invité épisodes 1, 2 et 4)

### Invités deNew York, crime organisé
- Christopher Meloni : détective Elliot Stabler (épisode 1, 3, 9 et 20)
- Danielle Moné Truitt : sergent Ayanna Bell (épisodes 3, 5 et 9)
- Ainsley Seiger : détective Jet Slootmaekers (épisode 5)

### Anciens acteurs invités pour le500eépisode
- Tamara Tunie : Dr Melinda Warner (épisode 6)
- Danny Pino (VF : Xavier Fagnon) : Inspecteur Nick Amaro (épisode 6)
- Dann Florek (VF : Serge Feuillard) : Capitaine Don Cragen (épisode 6)

## Acteurs récurrents

### Membres de l'Unité spéciale
- Terry Serpico : chef Tommy McGrath (épisodes 1, 2, 4, 7, 10, 12, 15 et 18)

### Hate Crimes Task Force
- Donal Logue : capitaine Declan Murphy (épisode 10)
- Jason Biggs : détective Andy Parlato-Goldstein (épisodes 10 et 15)
- Ari'el Stachel : sergent Hasim Khaldun (épisodes 10, 13 et 20)
- Cyndee Rivera : détective Mia Ruz (épisodes 10 et 21)

### Avocats de la défense
- Kadia Saraf : avocate de la défense Anya Avital (épisode 1, 2, 4 et 13)
- Jeffrey Schecter : avocat de la défense Art Blumfeld (épisode 1)
- Kathleen Choe : avocate de la défense Julie Kang (épisode 2)
- Matthew Rauch : avocat de la défense Jay Cochran (épisode 3)
- Anthoula Katsimatides : avocate de la défense Meryl Smith (épisodes 4 et 8)
- Julian Elijah Martinez : avocat de la défense Jericho Swope (épisodes 5 et 16)
- Kaili Vernoff : avocate de la défense Pamela Albert (épisodes 5 et 15)
- Peter Hermann : avocat de la défense Trevor Langan (épisodes 6 et 14)
- Tony Campisi : juge Steve Roth (épisodes 6 et 15)
- Callie Thorne : avocate de la défense Nikki Staines (épisode 8)
- Raúl Esparza : avocat de la défense Rafael Barba (épisodes 9 et 22)
- Paige Barr : avocate de la défense Lisa Turner (épisodes 9 et 16)
- Eric Kirchberger : avocat de la défense Stephen Cryer (épisodes 11 et 22)
- Eric Aschenbrenner : avocat de la défense Steven Felder (épisode 12)
- Mark D. Friedman : avocat de la défense Roger Parnes (épisode 14)
- Jenna Stern : avocate de la défense Elana Barth (épisode 15)
- Joseph Lyle Taylor : avocat de la défense Mickey D'Angelo (épisode 17)
- Mouzam Makkar : avocate de la défense Dara Miglani (épisode 19)
- J.C. MacKenzie : avocat de la défense Richard Pace (épisode 20)

### Bureau des Affaires internes
- Aime Donna Kelly : capitaine Renee Curry (épisode 1)

### Cour suprême
- Betty Buckley : cheffe Lorraine Maxwell (épisodes 8, 13, 19 et 22)

### Homicide Bureau
- Teagle F. Bougere : chef du bureau Phillip Baptiste (épisodes 8, 9 et 17)

### Juges
- Stephen C. Bradbury : juge Colin McNamara (épisodes 1, 11, 15 et 22)
- Michael Mastro : juge D. Serani (épisodes 4, 8 et 16)
- Aida Turturro : juge Felicia Catano (épisode 5)
- Marc Webster : juge Charles Pervus (épisodes 5 et 20)
- Joe Grifasi : juge Hashi Horowitz (épisode 6)
- Mary Hodges : juge Anita Wright (épisodes 8 et 15)
- Rocco Sisto : juge Joe Ellery (épisode 9)
- Tonye Patano : juge Linda Maskin (épisode 16)
- Ami Brabson : juge Karyn Blake (épisode 22)

### NYPD
- Ashley Taylor Greaves : officier Gabrielle Taylor (épisodes 1, 15 et 21)
- Shawn Andrew : chef-adjoint ESU Sasso (épisode 3)
- Adrian Alvarado : détective Ray Fernandez (épisodes 3 et 19)
- Eddie Hargitay : officier Eddie Montero (épisode 4)
- Quentin Nguyen-Duy : officier Eric Tran (épisodes 7, 12 et 22)
- Caris Vujcec : détective Louise Campesi (épisode 11)
- Sue Kim : détective Emily Ling (épisode 14)
- Paul Bomba : officier Bobby Nardone (épisode 17)
- Thamer Jendoubi : officier Kivlahan (épisodes 19 et 22)
- Jason Bowen : détective Marcus Perry (épisode 22)

### Hôpitaux
- Christine Toy Johnson : Dr. Celia Lee (épisode 3)
- Frank Wood : médecin-légiste Abel Truman (épisodes 3, 7, 19 et 22)
- Stephen Wallem : infirmier Rudy Syndergaard (épisode 12)
- Rachel Deacon : Jen Burrows (épisode 15)
- Betsy Aidem : Dr. Sloane (épisode 20)
- Bill Irwin : Dr. Peter Lindstrom (épisode 22)
- Linda Emond : Dr. Emily Sopher (épisode 22)

### Entourage de l'Unité spéciale

#### La Famille Benson
- Ryan Buggle : Noah Porter-Benson (épisodes 5, 6, 10, 11 et 20)

#### La Famille Garland
- Trian Long-Smith : Lamai Garland (épisodes 1 et 19)

#### La Famille Rollins
- Charlotte Cabell : Jesse Rollins (épisode 13)

#### La Famille Stabler
- Nicky Torchia : Elliot Stabler, Jr. (épisode 9)
- Jeffrey Scaperrotta : Dickie Stabler (épisode 9)
- Allison Siko : Kathleen Stabler (épisode 9)

## Production
Le 27 février 2020, la série avait été renouvelée jusqu'en 2023.
La vingt-troisième saison comporte 22 épisodes et est diffusée du 23 septembre 2021 au 19 mai 2022 sur NBC.
En France, la saison est diffusée du 5 avril 2023 au 29 janvier 2024 sur TF1.
Cette saison marque le départ de Jamie Gray Hyder, soit l'interprète de l'inspecteur Katriona Tamin depuis la saison 21, lors de l'épisode 2 et l'arrivée d'Octavio Pisano qui interprète l'inspecteur Joe Velasco à partir de l'épisode 1 avant de rejoindre l'Unité spéciale définitivement dès l'épisode 7.
De plus, jouant le chef-adjoint Christian Garland depuis la saison 21, Demore Barnes quitte l'Unité spéciale dès l'épisode 2 avant de revenir dans l'épisode 19 pour solliciter l'aide de Benson pour une enquête. Il s'agit également de sa dernière apparition dans la série.
Enfin, cette saison célèbre le 500e épisode de la série. Dans l'épisode 6, intitulé en anglais The Fifth Hundred Episode, l'Unité spéciale reçoit la visite de deux anciens personnages, soit le capitaine Don Cragen, interprété par Dann Florek, et l'ex-flic Nick Amaro, joué par Danny Pino.
Tamara Tunie, Christopher Meloni et Raul Esparza sont apparus dans plusieurs épisodes de cette saison.

## Liste des épisodes

### Épisode 1:Et l'Empire contre-attaque
- États-Unis /  Canada : 23 septembre 2021 sur NBC / Citytv
- Suisse : 29 avril 2022 sur RTS 1
- Belgique : 25 octobre 2022 sur RTL TVI
- France : 5 avril 2023 sur TF1

- États-Unis : 5,57 millions de téléspectateurs (première diffusion)[2]

- Chrystle Anjelee : Hayden Smith
- Glenn Fleshler (en) : Myron Gold
- Ryan Garbayo : Ruben Ortiz
- Saverio Guerra : Paulie Banducci
- Zabryna Guevara : Dr Catalina Machado
- Tim Hardiman : chef Hardiman
- Carrie Kim : Céline Tatou
- TJ Lee : Celia Long
- Colton Osorio : Felipe Estrada
- Isabelle Poloner : Jenna Evans
- Ben Rappaport : Justin Howard
- Angelic Zambrana : Rosa Estrada

### Épisode 2:Le Grand ménage
- États-Unis /  Canada : 23 septembre 2021 sur NBC / Citytv
- Suisse : 6 mai 2022 sur RTS 1
- Belgique : 25 octobre 2022 sur RTL TVI
- France : 5 avril 2023 sur TF1

- États-Unis : 5,57 millions de téléspectateurs (première diffusion)[2]

- Chrystle Anjelee : Hayden Smith
- Maddie Corman : Laura Evans
- Onika Day : Angel Vela
- Brandon Elsey : ER Doctor
- Glenn Fleshler (en) : Myron Gold
- Tony D. Head : Prison Medic
- Carrie Kim : Céline Tatou
- Taylor Petracek : Chris
- Isabelle Poloner : Jenna Evans
- Ben Rappaport : Justin Howard
- Manuel Santiago : Dallas Beer
- Victor Verhaeghe : Ray Evans
- Angelic Zambrana : Rosa Estrada

Dernière apparition de Jamie Gray Hyder dans le rôle de l'inspecteur Katriona Tamin.

### Épisode 3:Un plus gros poisson
- États-Unis /  Canada : 30 septembre 2021 sur NBC / Citytv
- Suisse : 13 mai 2022 sur RTS 1
- Belgique : 1er novembre 2022 sur RTL TVI
- France : 24 avril 2023 sur TF1

- États-Unis : 4,66 millions de téléspectateurs (première diffusion)[3]

- Jess Nahikian : Eva Johnson
- Demosthenes Chrysan : Anton Popkov
- Rhys Coiro : Gabe Navarro
- Josh Cooke : agent du FBI Harrison Clay
- Raissa Dorff : la gouvernante
- Lars Gerhard : Orlov
- Boris Granolic : Katsidis
- Herizen F. Guardiola : Tara Riley
- Rashid Jackson : membre de l'équipe tactique
- Alexa Renee : Crystal James
- Hisham Tawfiq : Jules

### Épisode 4:La Victime imparfaite
- États-Unis /  Canada : 7 octobre 2021 sur NBC / Citytv
- Suisse : 20 mai 2022 sur RTS 1
- Belgique : 1er novembre 2022 sur RTL TVI
- France : 25 avril 2023 sur TF1

- États-Unis : 3,88 millions de téléspectateurs (première diffusion)[4]

- Andrew Baldwin : substitut du procureur John Crosby
- Joseph Cannon : Arlo James
- Liam Delgado : Manny Nuñez
- Jade Fernandez : Crystal Nuñez
- Anita Ganesan : la mère attirante
- Liz Holtan : Peggy Grogan
- Jim Ireland : Dr. John Kelly
- Boris McGiver : député-inspecteur Dermott Grogan
- Ahmad Maksoud : Eduardo Sosa
- Ed Gonzalez Moreno : Raif Tawari
- Johnny Pemberton : Travis Hillsdale
- Colin Roach : Local Guy #2
- Cynthia Silver : CEA Head
- Jacob Wade : Local Guy #1

### Épisode 5:Le Paradis des influenceurs
- États-Unis : 14 octobre 2021 sur NBC
- Suisse : 27 mai 2022 sur RTS 1
- Belgique : 8 novembre 2022 sur RTL TVI
- France : 12 septembre 2023 sur TF1

- États-Unis : 3,96 millions de téléspectateurs (première diffusion)[5]

- Keith Buxton : un enfant
- Rickey Colbert : un officier
- Michael Dempsey : Elvis Baktashi
- Jake Ryan Lozano : Kevan Wright
- Rachel Schur : Chelsey Moore
- Conor Sweeney : Liam Rivers
- Lena Torluemke : Willa Bartola
- Taylor Trensch : Donald Wheeler
- Jakob Winter : Tate Rivers

Une jeune influenceuse est invitée à la Wheelhouse, une maison de création de contenu, pour faire des vidéos sur Tik Tok avec deux influenceurs très populaires. L'événement tourne mal et la jeune fille poste une vidéo signalant qu'elle a été violée. Au cours de l'enquête, les parties règlent leurs comptes par réseaux interposés, ce qui complique sensiblement le déroulement du procès...

### Épisode 6:Jusqu'à preuve du contraire
- États-Unis : 21 octobre 2021 sur NBC
- Suisse : 3 juin 2022 sur RTS 1
- Belgique : 8 novembre 2022 sur RTL TVI
- France : 11 septembre 2023 sur TF1

- Juan José Campanella

- États-Unis : 3,89 millions de téléspectateurs (première diffusion)[6]

- Kate Avallone : Stacey Sullivan
- Kyle Cameron : Ian Ridley
- Brian Kerwin : Roger Murray
- Kelly McCormick : Alexandra Stevens
- Maureen Mueller : Sissy Murray
- Bernadette Quigley : Joyce West
- Aidan Quinn : Burton Lowe
- Cherry Wills : une journaliste

Il s'agit du 500e épisode de la série. Pour l'occasion, d'anciens acteurs de la série reviennent brièvement pour célébrer cet anniversaire. À la retraite depuis l'épisode 11 de la saison 15, l'ancien capitaine Don Cragen assiste l'Unité spéciale via Skype pour une enquête non résolue tandis que l'ex-partenaire de Benson, Nick Amaro, leur rend visite pour solliciter leur aide pour cette affaire à résoudre. D'ailleurs, comme il travaille désormais pour une agence spécialisée dans les cold case, il s'agit d'un clin d’œil à une célèbre série dans laquelle a joué Danny Pino, soit Cold Case : Affaires classées.

### Épisode 7:Les Anges de Noël
- États-Unis : 4 novembre 2021 sur NBC
- Suisse : 10 juin 2022 sur RTS 1
- Belgique : 15 novembre 2022 sur RTL TVI
- France : 18 septembre 2023 sur TF1

- États-Unis : 4,42 millions de téléspectateurs (première diffusion)

- Melvin Abston : Country Jones
- Keila Brown : Beauty Hanley
- Camila Cano-Flavia : Daria Cruz
- Shawana Carter : Missy
- Blake DeLong : Trace Lambert
- Keri Rene Fuller : Snowflake
- Laura Gardner : Maggie Lambert
- Nina Hellman : Lois Hart
- Alfred Richard Lewis : Jamal
- Noah Melnyk : Jack Hart
- Dela Meskienyar : Tania Cruz
- Christina Shea-Wright : Sylvia Ruiz

- Première apparition au générique d'Octavio Pisano qui joue le rôle de l'inspecteur Joe Velasco.

### Épisode 8:Pas le choix
- États-Unis : 11 novembre 2021 sur NBC
- Suisse : 17 juin 2022 sur RTS 1
- Belgique : 15 novembre 2022 sur RTL TVI
- France : 19 septembre 2023 sur TF1

- États-Unis : 3,71 millions de téléspectateurs (première diffusion)

- Annelise Cepero : Jasmine Cruz
- Quincy Giles : David Graham
- Janine Hartmann : Delia Miller
- Seth Hill : Mike Miller
- Khouri St.Surin : Chris Miller
- Alison Thornton : Victoria "Tori" Warshofsky
- Maja Wampuszyc : Magda Warshofsky
- Cheryl Wills : Reporter

### Épisode 9:Le Procès Wheatley
- États-Unis : 9 décembre 2021 sur NBC
- Suisse : 24 juin 2022 sur RTS 1
- Belgique : 22 novembre 2022 sur RTL TVI
- France : 26 septembre 2023 sur TF1

- États-Unis : 3,49 millions de téléspectateurs (première diffusion)

- Nick Creegan : Richard Wheatley, Jr.
- Mellisa Goodwin : avocate de la défense Janet Mayer
- Matthew Hammond : le porte-parole du jury
- Dylan McDermott : Richard Wheatley
- Annika Pergament : Reporter #1
- Tamara Taylor : Angela Wheatley

### Épisode 10:Un soir de Noël
- États-Unis : 6 janvier 2022 sur NBC
- Suisse : 26 août 2022 sur RTS 1
- Belgique : 22 novembre 2022 sur RTL TVI
- France : 25 septembre 2023 sur TF1

- États-Unis : 4,08 millions de téléspectateurs (première diffusion)

- Ratnesh Dubey : Hardeep Singh
- Bronte England-Nelsen : Susan Nolan
- Raekwon Haynes : Jahrique Galloway
- Brendan D. Hickey : Logan Smith
- John Patrick Jordan : Tom Nolan
- Coco Jourdana : agent du FBI Lisa Holt
- Matthew Laureano : Antonio Juarez
- Michael Laurence : Robert Paul Byers
- Addie Morales : Marina Alves
- Nave Murray : Julius Lee
- Keith Nobbs : Darko Pavic
- Mia Pinero : Angelica
- Yael Shavitt : Deborah Getz
- Renee Ternier : Monika
- Tom Ukah : Père Fatoye
- Luka Van Herksen : Dalen
- Anthony E. Williams : agent du FBI Strick

### Épisode 11:Enfances volées
- États-Unis : 13 janvier 2022 sur NBC
- Suisse : 26 août 2022 sur RTS 1
- Belgique : 29 novembre 2022 sur RTL TVI
- France : 17 octobre 2023 sur TF1

- États-Unis : 4,22 millions de téléspectateurs (première diffusion)

- Nicolas Calero : Tino Guzmán
- Brian Calì : avocat Joe Spiro
- Charlotte Ewing : Annie Parker
- Kate Grimes : Claudia Parker
- Andrés Hinspeter-Seda : Hudson Parker
- Christian Navarro : Carlos Guzmán
- Jason Schuchman : Dov Maxwell
- Sebastian Sozzi : Sebastian Guzmán
- Jacqueline Torres : Gloria Guzmán
- Jamila Velazquez : Maya Jimenez
- Ryan Woodle : Theodore Murtaugh

### Épisode 12:Le Combat d'une vie
- États-Unis : 20 janvier 2022 sur NBC
- Suisse : 2 septembre 2022 sur RTS 1
- Belgique : 29 novembre 2022 sur RTL TVI
- France : 10 octobre 2023 sur TF1

- États-Unis : 4,31 millions de téléspectateurs (première diffusion)

- Azia Celestino : elle-même
- Cole Doman : Tommy Baker
- Erik LaRay Harvey : Jax Bell
- Melvin P. Huffnagle : Isaac
- Chance Kelly : Duke Baker
- Ignacyo Matynia : Ricky Nowak
- Dana Melanie : Chrissy Baker
- Michael F. Sears : Trucker
- Martin Sola : Angel Garces
- Gavin-Keith Umeh : Phil Diaz
- Gabriel Wright : Kiki Alves

### Épisode 13:Souvenir d'un été lointain
- États-Unis : 24 février 2022 sur NBC
- Suisse : 2 septembre 2022 sur RTS 1
- Belgique : 6 décembre 2022 sur RTL TVI
- France : 6 novembre 2023 sur TF1

- États-Unis : 5,15 millions de téléspectateurs (première diffusion)

- Kathryn Boswell : Mavis Halpin
- Veanne Cox : Lois Young
- Joe Curnutte : Cole Eaton
- Andrew Garman : Tony Peters
- Ben Jeffrey : Josh Wilcox
- Lisa Joyce : Michelle Young
- Gates Leonard : Ashley Peters
- Jennifer Roszell : Sandra Peters
- Suzanne Savoy (en) : Denise Wilcox
- Pearl Shin : Ivy Ng
- Tyree Michael Simpson : le brigadier
- Corey Sorenson : Zach Wilcox

### Épisode 14:Ondes de choc
- États-Unis : 3 mars 2022 sur NBC
- Suisse : 9 septembre 2022 sur RTS 1
- Belgique : 6 décembre 2022 sur RTL TVI
- France : 6 novembre 2023 sur TF1

- États-Unis : 4,50 millions de téléspectateurs (première diffusion)

- Laura Kai Chen : Ellen Kaplan
- Diane Farr : Lola Simenon
- Steve Schronko : Mr. Weinstock
- Jim True-Frost : Mitch Kaplan
- Lexy Griffin-Bellamy : la volontaire
- Jake Weber : Robert Flynn

### Épisode 15:Les Règles du club
- États-Unis : 10 mars 2022 sur NBC
- Suisse : 9 septembre 2022 sur RTS 1
- Belgique : 13 décembre 2022 sur RTL TVI
- France : 13 novembre 2023 sur TF1

- États-Unis : 4,51 millions de téléspectateurs (première diffusion)

- Misha Bouvion : capitaine de circonscription
- Avery Cole : Annabel Nelson
- Beverly D'Angelo : Serafina Carisi
- Doug Darwin : Michael Calloway
- Todd Faulkner : Lloyd Severio
- Trey Fitts : Austin Drake
- Iliana Garcia : Sarah Franklin
- Ethan Herschenfeld : Daniel Hoffman
- LaChanze : présidente Rosa Freeman
- Arthur Langlie : Whitaker Yates
- Robert J. Morgalo : Oscar Jimenez
- Yvonne Perry : Alice Drake
- Ryann Shane : Mia Morino
- Darius Wallace : Ray James
- Eric Wiegand : Jacob Hoffman

### Épisode 16:Une soirée ensemble
- États-Unis : 17 mars 2022 sur NBC
- Suisse : 16 septembre 2022 sur RTS 1
- Belgique : 13 décembre 2022 sur RTL TVI
- France : 13 novembre 2023 sur TF1

- États-Unis : 4,71 millions de téléspectateurs (première diffusion)

- Doug Bartling, Jr. : le porte-parole du jury
- Ace Boutin : Sienna
- Jon Glaser (en) : Jackson Wright
- Sherri Saum : Cressida Gordon
- Tyree Michael Simpson : le brigadier
- Christine Spang : Lisa Rose

### Épisode 17:Il était une fille...
- États-Unis : 7 avril 2022 sur NBC
- Suisse : 16 septembre 2022 sur RTS 1
- Belgique : 20 décembre 2022 sur RTL TVI
- France : 20 novembre 2023 sur TF1

- États-Unis : 4,33 millions de téléspectateurs (première diffusion)

- Yassmin Alers : Senora Juana Ramirez
- Oriana Bustamante : Maribel Rodriguez
- Alexis Cruz : Père Daniel
- Isa Garcia : Valeria Acevedo
- Gabriela Gonzalez : Lourdes Padilla
- Sara Gutierrez : Sofia Hernandez
- Brad William Henke : capitaine Don Kubiak
- Karina Ortiz : détective Rosanny Chavez
- Alexander Pineiro : Ossiel Murillo
- Angel Rosario, Jr. : Jorge Padilla
- Rachel Sleek-Banuelos : Lucia
- Julie Megan Smith : Ani
- Mea Wilkerson : Latrice

### Épisode 18:Sur la route du crime
- États-Unis : 14 avril 2022 sur NBC
- Suisse : 23 septembre 2022 sur RTS 1
- Belgique : 20 décembre 2022 sur RTL TVI
- France : 20 novembre 2023 sur TF1

- États-Unis : 4,74 millions de téléspectateurs (première diffusion)

- Sara Benincassa : avocate Timmy Gianpaolo
- Ryan Coyle : Dustin Tinsley
- Andrea Edgerson : Trooper Dominique Daines
- Supriya Ganesh : Kayla Stuart
- Eileen Hannah : officier Kim Randolph
- Petri Hawkins-Byrd : chef Owen Berry
- Sarah Elizabeth Jensen : Shay Landry
- Emma Lenderman : Demmy Tinsley
- Trevor Long : Aaron Wesley Parker
- Andrus Nichols : Winona Parker
- Anne Windsland : Raelynn Cole

### Épisode 19:La Jeune fille du lac
- États-Unis : 28 avril 2022 sur NBC
- Suisse : 23 septembre 2022 sur RTS 1
- Belgique : 10 janvier 2023 sur RTL TVI
- France : 8 janvier 2024 sur TF1

- États-Unis : 4,89 millions de téléspectateurs (première diffusion)

- Julian Alexander : A.D.A. Joe Cooper
- Bobak Bakhtiari : Bijan Mazdani
- Ron Canada : Coleman Green
- Gabrielle Carrubba : Libby Blandon
- Orlagh Cassidy : D.A. Cassandra Drakos
- Renee Harrison : Nina Green
- Alyssa Keegan : Mila Urbaniak
- Jeb Kreager : capitaine de service Carl Mannox
- Gary Littman : juge Larry Cohen
- Nicki Micheaux : Cora Green
- Orfeh : détective Nadia Szabo
- Ron Scott : Red Washington
- Joey Shaw : Harry Kent

- Dernière apparition de Demore Barnes dans le rôle du chef-adjoint Christian Garland (non crédité au générique).
- Cet épisode est, sur la seconde histoire, la suite directe de l'épisode 14 de la saison 22, dans laquelle l'USV découvre ce que devient Libby Blandon, l'une des victimes du psychopathe Henry Mesner, arrêté à deux reprises par l'USV, la première fois enfant au cours de la saison 14, et la seconde fois après avoir commis de nouveaux crimes après sa libération dans la saison 22.

### Épisode 20:Miracle ou mirage?
- États-Unis /  Canada : 5 mai 2022 sur NBC / Citytv
- Suisse : 30 septembre 2022 sur RTS 1
- Belgique : 10 janvier 2023 sur RTL TVI
- France : 15 janvier 2024 sur TF1

- États-Unis : 4,90 millions de téléspectateurs (première diffusion)

- Peyton Crim : Jacob Dugan
- Emma Hart : Hallie
- Isaac Keneke : Elijah Lee
- Alexander Koch : Nick Pearce
- Virginia Kull : Claire Lee
- Reggie Lee : Paul Lee
- Mary Neely : Molly Adams
- Marissa Ramos : Ms. Stevenson
- Paris Remillard : Daniel Adams
- Isabella Russo : Elizabeth Lee
- Jenyvette Vega : Nadine Ramos

### Épisode 21:Confessions intimes
- États-Unis /  Canada : 12 mai 2022 sur NBC / Citytv
- Suisse : 30 septembre 2022 sur RTS 1
- Belgique : 17 janvier 2023 sur RTL TVI
- France : 22 janvier 2024 sur TF1

- États-Unis : 4,50 millions de téléspectateurs (première diffusion)

- Kelly AuCoin : Père John Regis
- Malachy Cleary : avocat Gordon Matthews
- Kristen Connolly : Audrey O'Neill
- Cara Cooper : Caitlin McKenna
- Patch Darragh : Père Ryan Duffy
- Erica Cruz Hernandez : Rita Ortega
- Roberts Jekabsons : Shane O'Neill
- Lou Liberatore : Andrew
- Daniel Passaro : Vince Costa
- Aidan Quinn : Burton Lowe
- Traci Wolfe : Beverly Morrison

### Épisode 22:Un dernier round
- États-Unis /  Canada : 19 mai 2022 sur NBC / Citytv
- Suisse : 7 octobre 2022 sur RTS 1
- Belgique : 17 janvier 2023 sur RTL TVI
- France : 29 janvier 2024 sur TF1

- États-Unis : 4,52 millions de téléspectateurs (première diffusion)

- Ashanti Brown :  Nona Franklin
- Deanna Drennen : avocate Josie Malone
- Daisy Hobbs : capitaine de circonscription
- Derek Phillips : Ty Hackman
- Jordana Spiro : Delia Hackman